# Сити-оф-Уэйкфилд
Сити-оф-Уэйкфилд (англ. City of Wakefield) — метрополитенский район со статусом сити в церемониальном метрополитенском графстве Уэст-Йоркшир.
Административный центр — город Уэйкфилд.
Район расположен в юго-восточной части графства Уэст-Йоркшир, граничит с графствами Норт-Йоркшир и Саут-Йоркшир.

## Состав
В состав района входят города:
- Каслфорд
- Фетерстон (англ.)
- Хемсворт
- Хорбери
- Ноттингли
- Нормантон
- Оссетт
- Понтфракт
- Саут Элмсолл
- Саут Киркби энд Мурторп
- Станли
- Уэйкфилд

и общины (англ. civil parish):
| - Акворт - Бадсворт - Чевет - Криглстон - Крофтон - Даррингтон - Ист Хардвик - Хейверкрофт-уит-Колд Хендли - Хессл-энд-Хилл Топ | - Хантвик вит Фоулби энд Ностелл - Ньюленд вит Вудхаус Мур - Норт Элмсолл - Ноттон - Райхилл - Шарлстон - Мидлстаун - Саут Хиендли | - Торп Одлин - Аптон - Уолтон - Уормфилд кум Хит - Уэст Бреттон - Уэст Хардвик - Уинтерсетт - Вулли |